# Cornelis van Eesteren

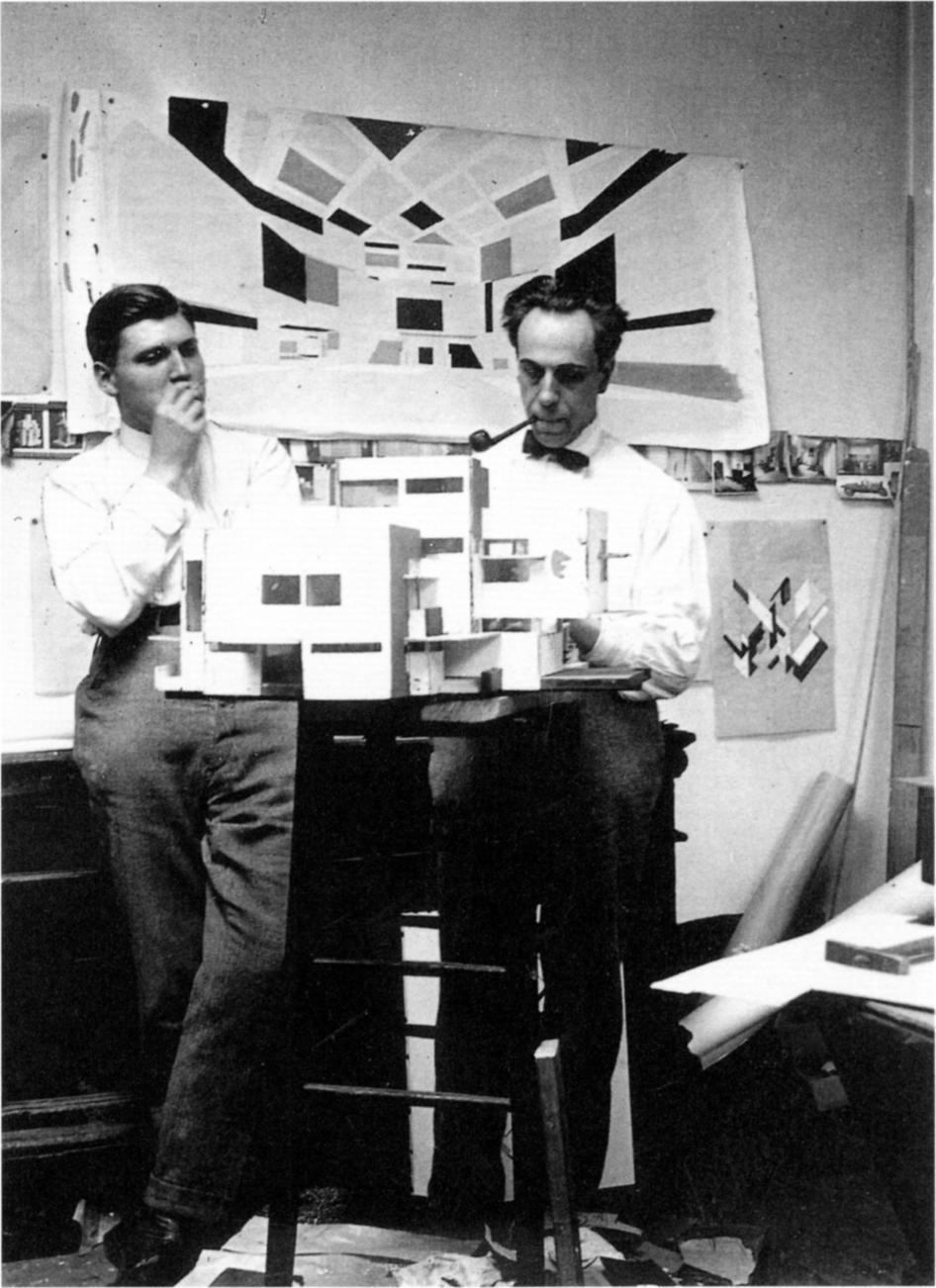
Cornelis van Eesteren (links) en Theo van Doesburg in het atelier aan de Rue du Moulin Vert in Parijs (1923)

Cornelis van Eesteren (Alblasserdam, 4 juli 1897 – Amsterdam, 21 februari 1988) was een Nederlands architect en stedenbouwkundige. Hij is bekend om zijn functionalistische stedenbouwkundige ontwerpen, waaronder het Algemeen Uitbreidingsplan van Amsterdam. Ook was hij korte tijd lid van De Stijl en was hij nauw betrokken bij de CIAM.

## Levensloop
Van Eesteren was de oudste zoon van Sietje Holleman en Balten van Eesteren, directeur van aannemersbedrijf Boele & Van Eesteren. Cornelis was als oudste zoon voorbestemd ook aannemer te worden. Hij begon zijn loopbaan als timmerman, bouwopzichter en tekenaar in het bouw- en timmerbedrijf. In 1914 begon hij een opleiding aan de Academie van Beeldende kunsten en Technische Wetenschappen in Rotterdam om architecten – zijn toekomstige klanten – te leren kennen en vertrouwd te raken met het ontwerpproces. Daarnaast was hij korte tijd werkzaam bij Willem Kromhout en bij de architectenmaatschap Albert Otten en W.F. Overeynder, waar hij onder Jan Wils werkte. Kromhout wekte zijn interesse in de architectuur en daarom koos Van Eesteren ervoor architect te worden in plaats van aannemer. In 1917 voltooide hij zijn opleiding.
Vervolgens nam hij deel aan enkele prijsvraagontwerpen. Voor de prijsvraag voor een 'pakhuis aan een der havens in een Nederlandsche stad', uitgeschreven in 1917, diende hij een Amsterdamse School-achtig ontwerp in, waarmee hij een gedeelde eerste prijs won. Zijn prijsvraagontwerp voor een paviljoen in het Stadspark in Groningen, ook in 1917 uitgeschreven, sluit meer aan bij zijn voormalige leraar Kromhout.
Aan het einde van zijn studie en enkele maanden daarna ontwierp hij voor het aannemersbedrijf van zijn vader verschillende woonhuizen in Alblasserdam, waaronder het woon-winkelhuis van A. van Zessen, en de verbouwing van het huis van zijn vader. In het midden van 1918 gaf zijn vader, inmiddels gemeenteraadslid in Alblasserdam, hem ook de opdracht een uitbreidingsplan voor Alblasserdam te maken. In dit eerste stedenbouwkundige project van Van Eesteren volgde hij in grote lijnen Berlage. Eind 1918 of begin 1919 trad hij als tekenaar in dienst van architect Willem Verschoor in Den Haag, waar hij ook tekenlessen volgde aan de Koninklijke Academie van Beeldende Kunsten. Verschoor maakte hem bekend met de mogelijkheden van gewapend beton en confronteerde Van Eesteren met het door Frank Lloyd Wright geïnspireerde werk van de De Stijl-architecten Robert van 't Hoff en Jan Wils. Onder Verschoor ontwierp hij een ambitieus uitbreidingsplan voor Alphen aan den Rijn.
Van 1919 tot 1921 volgde hij een avondopleiding aan het VHBO in Amsterdam, waar hij onder meer les kreeg van J.L.M. Lauweriks (architectuur en meubelontwerp), Jan de Meyer en Arie Keppler (stedenbouwkunde), terwijl hij overdag op het architectenbureau van Gerrit Jan Rutgers, eveneens in Amsterdam, werkte. De nadruk op het VHBO lag destijds niet de praktische kant van de architectuur, maar op synthese, vormgeving en het grote gebaar. Van de student werd verwacht dat hij het bouwkundige deel al beheerste en deze nu alleen nog zou moeten overstijgen. Van Eesteren was in zijn studententijd enerzijds een navolger van Berlage en werd anderzijds beïnvloed door het uit Duitsland overgewaaide expressionisme. In 1919 sloot hij zich ook aan bij de Amsterdamse School door lid te worden van Architectura et Amicitia, waar hij tot 1924 lid van zou blijven.

### Prix de Rome

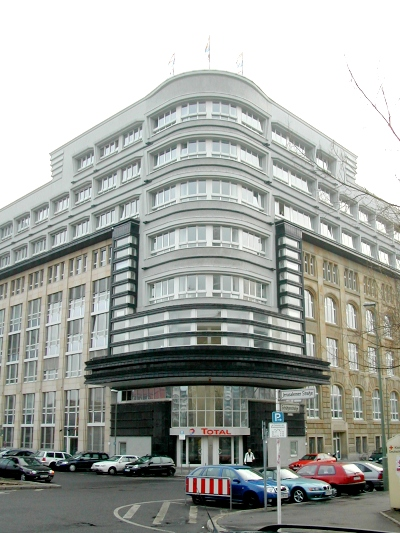
Mendelsohn. Mossehuis, Berlijn.

In juni 1921 nam Van Eesteren deel aan de Prix de Rome voor architectuur. Hiervoor had hij drie maanden de tijd een ontwerp te maken van een 'Koninklijk Instituut van Wetenschappen, Letterkunde en Schoone Kunsten' aan de Amstel. Hij won de eerste plaats en zijn ontwerpen werden van 25 december tot en met 1 januari 1922 tentoongesteld in de Rijksakademie van Beeldende Kunsten in Amsterdam. Naar aanleiding hiervan schreef hij de notitie 'mij is de Prix de Rome toegekend', waarin hij het stedenbouwkundige probleem in relatie tot het moderne leven beschrijft en concludeert dat, ondanks het pionierswerk van Berlage, er nog steeds geen bruikbare theorie aangaande dit probleem bestond. Hiermee was Van Eesterens interesse voor stedenbouwkunde definitief gewekt.
In 1922 gebruikte Van Eesteren zijn Prix de Rome-toelage om gedurende tien maanden architectuur en stedenbouw in Duitsland, de landen rond de Oostzee, Tsjechië en Wenen te bestuderen. Eind februari kwam hij aan in Berlijn. Zijn contactpersoon van het Ministerie van Buitenlandse Zaken aldaar, de gezantschapsraad Johannes Sievers, was echter de eerste drie weken met vakantie, waardoor Van Eesteren Berlijn aanvankelijk met zijn Baedeker als gids verkende. Volgens zijn dagboek bezocht hij het Schinkelmuseum in de Technische Hogeschool in Charlottenburg, een herdenkingstentoonstelling van Franz Marc, het Museumsinsel en de Gendarmenmarkt. Ook was hij geïnteresseerd in (expressionistisch) theater; hij bezocht een opvoering van Schillers 'Don Carlos' in Schinkels Staatliches Schauspielhaus, onder regie van Leopold Jeßner met decors van Oskar Strnad, en een voorstelling in Hans Poelzigs Große Schauspielhaus. Eind april zag hij het stuk 'Die Ratten' van Gerhard Hauptmann in de Volksbühne, onder regie van Jürgen Fahling, dat het begin markeerde van het magisch realisme. Midden maart kon hij zich voorstellen bij gezantschapsraad Sievers en aan het einde van die maand ontmoette hij de expressionistische architect Erich Mendelsohn, na het zien van diens ontwerptekeningen van het te verbouwen Mossehuis. Van Eesteren was zeer onder de indruk van de kleuroplossing van Mendelsohns Gebäude der Hausleben-Versicherung aan de Dorotheenstrasse, dat hij op 22 maart bezocht. Van Eesterens gevoeligheid voor kleur in de architectuur zou later een reden zijn om zich later bij De Stijl aan te sluiten. Naast de architect Heinrich Straumer (ontwerper van onder andere Freie Universität (Thielplatz) en de Landbouwhogeschool in Dahlem), met wiens traditionalistische architectuur hij echter weinig op had, ontmoette Van Eesteren in Berlijn verder alleen kunstcriticus Adolf Behne, die Van Eesteren aanraadde naar Dresden te reizen, de bakermat van het expressionisme en dé stad om de Duitse barokarchitectuur te bestuderen. Gezien Van Eesterens eerdere stedenbouwkundige ontwerpen was dit geen vreemde keuze.

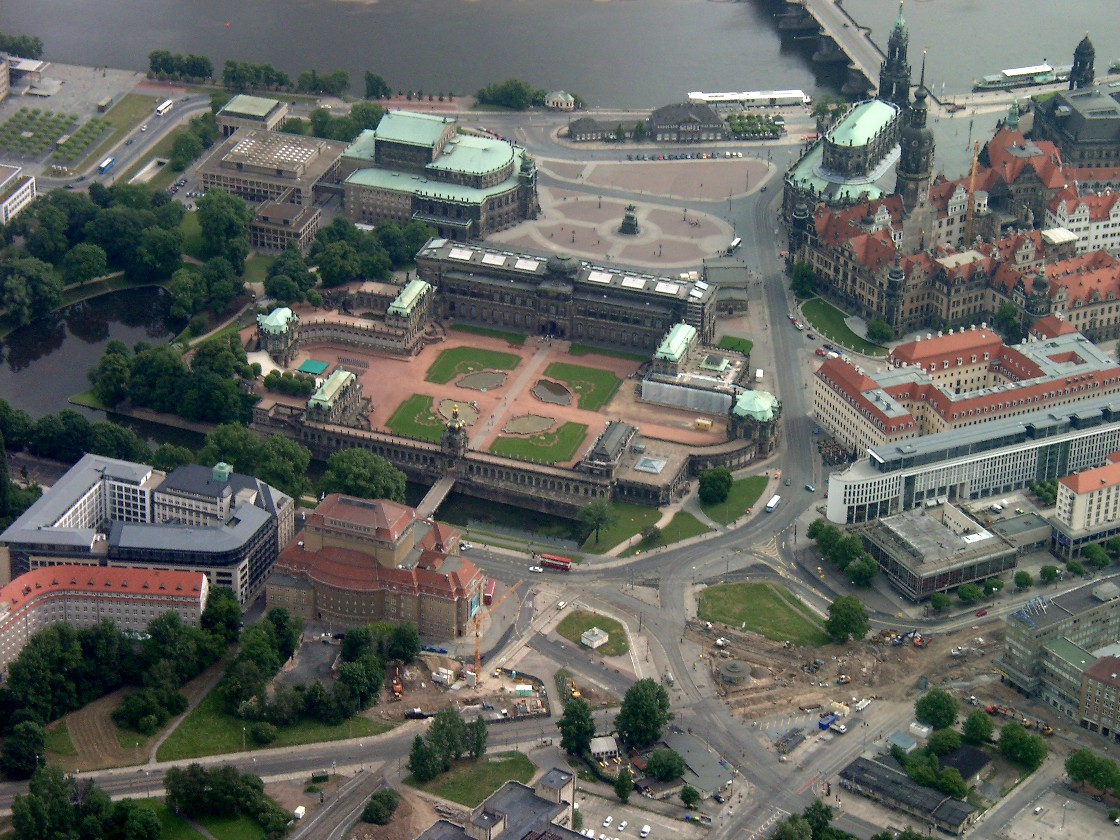
Zwinger te Dresden met aangrenzend de Gemäldegalerie (midden) en Hofkerk (rechtsboven)

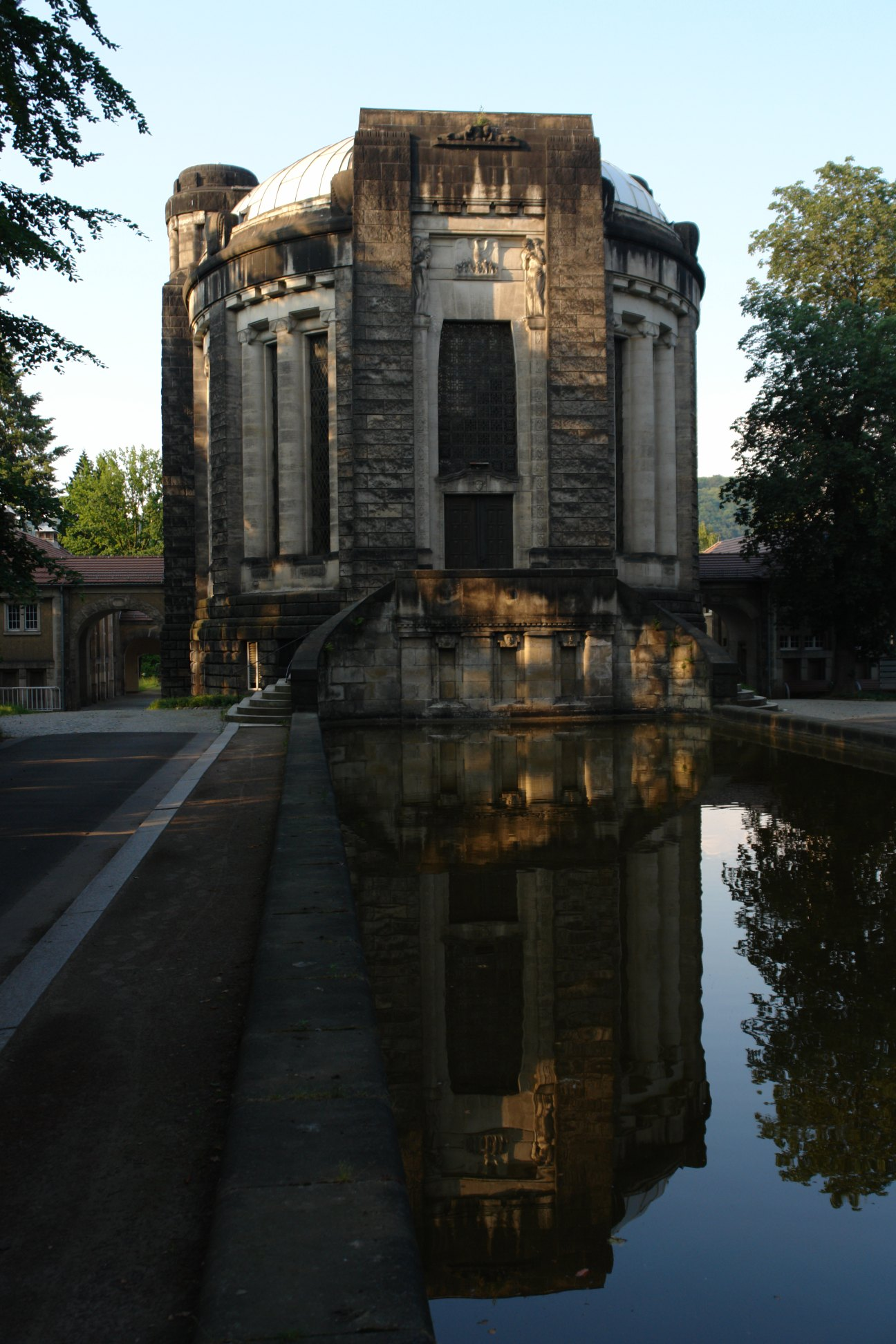
Schumacher. Crematorium.

Op 29 maart reisde hij naar Dresden, waar hij vrijwel onmiddellijk de door Matthäus Daniel Pöppelmann ontworpen Zwinger bezocht, alleen al omdat de Amsterdamse architect Adriaan Willem Weissman Van Eesterens Prix de Rome-ontwerp met dit gebouw vergeleek. Pas na het zien van de Zwinger kon hij dit compliment op zijn juiste waarde schatten. Minder positief was hij over Gottfried Sempers direct aan de Zwinger grenzende Gemäldegalerie Alte Meister. Ook bezocht hij Gaetano Chiaveri's Hofkerk en van Georg Bährs Frauenkirche viel hem de loges op de eerste galerij op. 'Een eigenaardig effect maken de loges op de eerste galerij. In de fraaie gebogen lijn brengen zij in de benedenbouw een horizontale noot, welke de verticale daarboven sterker maakt', schreef hij op 9 april in zijn dagboek. Deze gebruikte hij later – in sterk gewijzigde vorm – voor zijn eindexamenontwerp van het VHBO, cursusjaar 1921-1922, waarvoor gemeentearchitect van Amsterdam, A.R. Hulshoff, het programma schreef en dat moest bestaan uit een universiteitsgebouw in Plan Zuid in Amsterdam. In Dresden ontmoette hij barokkenner en voorzitter van de Bund Deutscher Architekten, Cornelius Gurlitt, die later de restauratie van de Zwinger zou begeleiden. Veel aandacht voor (oude) schilderkunst had Van Eesteren echter niet; die zou de ontwikkeling van hedendaagse kunstenaars alleen maar in de weg staan. Wel bezocht hij de directeur van de Städtische Sammlungen, Paul Ferdinand Schmidt, die hem aan enige (waarschijnlijk expressionistische) kunstenaars voorstelde.

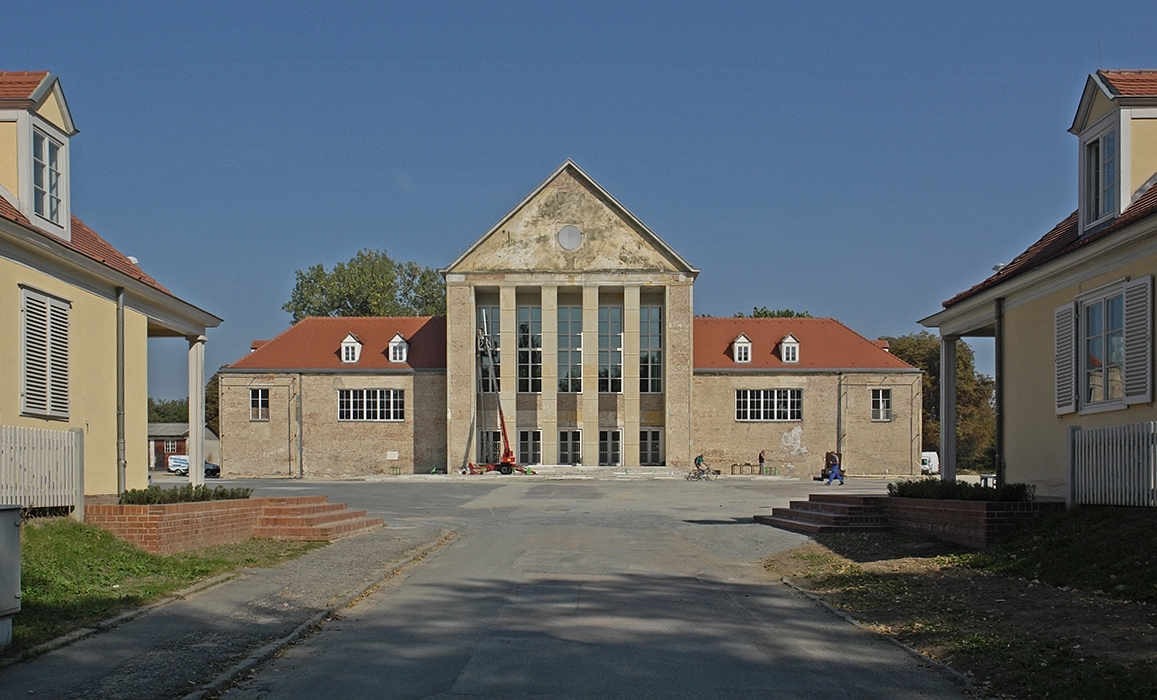
Tessenow. Dalcrozeschool.

Vanuit Dresden bezocht Van Eesteren het crematorium van Fritz Schumacher (1909-1911) en het schildersatelier in de porseleinfabriek Ernst Teichert in Meissen. Hij had weinig oog voor de in 1908 door Richard Riemerschmid in romantische stijl ontworpen tuinstad Hellerau, maar des te meer voor de daarin gelegen Dalcrozeschool van Heinrich Tessenow (1910-1912). De Dalcrozeschool, maakte vooral ruimtelijk grote indruk op hem, omdat Tessenow erin geslaagd was om een monumentaal, grootstedelijk complex toch een zeer geborgen karakter te geven. Van 13 tot 25 april bezocht Van Eesteren de stad Praag, waar hij kennis maakte met het architectonisch kubisme en het op de barok geïnspireerde 'rondo-kubisme', van architecten als Jan Kotera en Pavel Janák, beiden leerlingen van de Oostenrijkse architect Otto Wagner. Janák leidde hem rond in een door hem ontworpen villa buiten Praag en raadde Van Eesteren aan 'ook naar Wien te reizen, dat als schakel in de ontwikkeling der moderne bouwkunst van groot belang is'. Om die reden bezocht hij wellicht ook de Nationale Galerie om werk van Gustav Klimt te bekijken. In Wenen moet hij architect Adolf Loos ontmoet hebben, over wie hij het later nog veel zou hebben.
Op 26 april keerde hij weer terug naar Berlijn, waar hij op de 27e opnieuw een ontmoeting had met Adolf Behne. Deze adviseerde hem dit keer ongetwijfeld het Bauhaus in Weimar te bezoeken te meer omdat Van Eesterens landgenoot en De Stijl-voorman, Theo van Doesburg, daar een Stijl-cursus begonnen was. Op 30 april bezocht hij een tentoonstelling van Willi Baumeister in de galerie van Der Sturm en schreef hierover in zijn dagboek: 'Zondag bezocht ik de Sturmausstellung en kwam iets verder in de kubistische gedachtegang door enige geëxposeerde teekeningen. Figuurstudies in zoo eenvoudig mogelijke lichaamssamenstellingen, ik bedoel, samengesteld gedacht uit louter meetkundige figuren. Goed was de indruk zeker'.

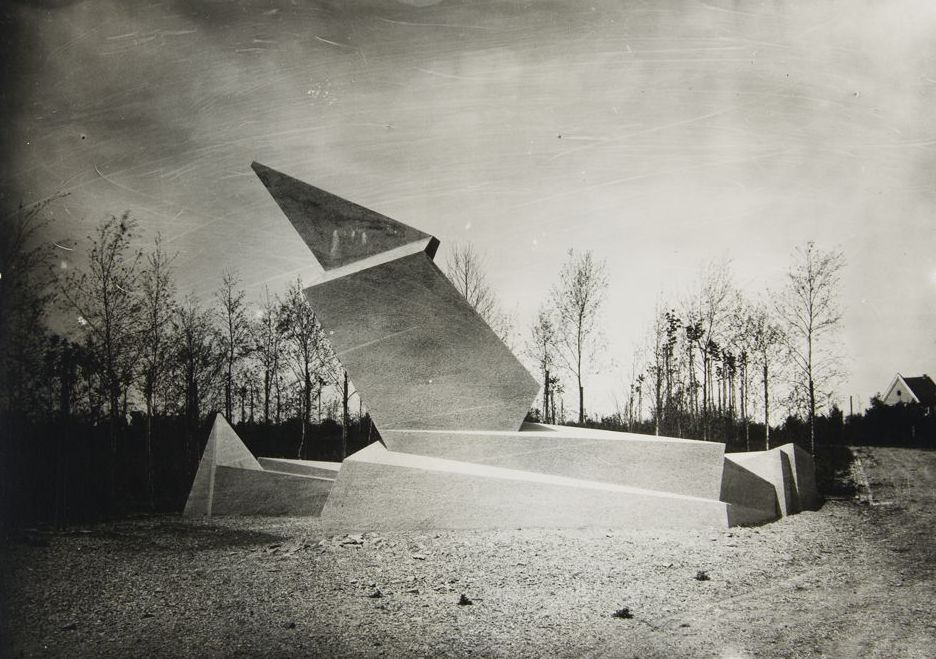
Gropius, Meyer en Forbat. Monument voor de 'Märzgefallenen', Weimar. 1920-1921.

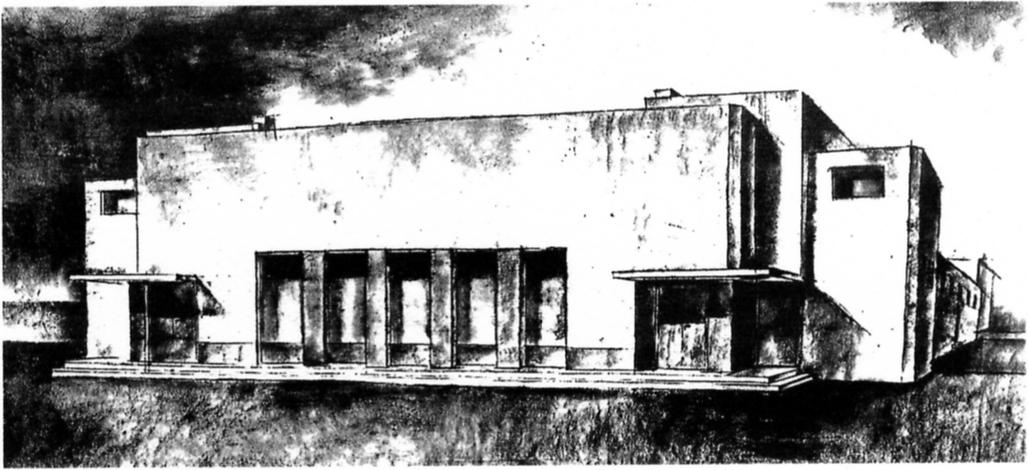
Gropius en Meyer. Stadttheater, Jena. 1921-1922.

's Avonds 2 mei kwam hij, na in Potsdam Mendelsohns Einsteintoren en waarschijnlijk nog andere bezienswaardigheden bezocht te hebben, aan in Weimar. De dag daarop bezocht hij daar enkele toeristische bezienswaardigheden, waaronder het marktplein. Op 4 mei bezocht hij een 'tentoonstelling van leerlingenwerk in het Bauhaus' en had hij een ontmoeting met directeur Walter Gropius. Dit gesprek verliep echter niet zo vlot, waarschijnlijk omdat Gropius op dat moment onder vuur lag van de conservatieve reactie enerzijds en de avant-garde, met Van Doesburg voorop, anderzijds. Diezelfde avond ontmoette hij Van Doesburg en praatte met hem uitgebreid over kunst en zijn conflict met het Bauhaus. 'Of ik aan mijn bezoek hier in Weimar veel hebben zal, weet ik niet. Als ik nu maar rustig aan mijn Academie kan werken', schreef hij kort daarna in zijn dagboek. Met 'academie' bedoelde hij zijn VHBO-eindexamenopdracht, waarvoor hij nu kennelijk concrete plannen had. Toch besloot hij in Weimar te blijven. Op 7 mei bezocht hij het monument voor de 'Märzgefallenen' op het kerkhof in Weimar, dat geldt als het hoogtepunt in Gropius' expressionistische periode. 's Avonds 10, 18 en 23 mei woonde hij Van Doesburgs Stijl-cursus bij op het atelier van Bauhaus-student en de De Stijl-aanhanger Peter Röhl, waar hij ook Harry Scheibe leerde kennen. Een dag later leidde Adolf Meyer hem rond in het Stadttheater in Jena, waarmee Gropius en Meyer definitief afrekenden met het expressionisme, en waarvan Van Doesburg meende de katalysator van te zijn geweest. Van Doesburg wist Van Eesteren voor zijn ideeën te boeien. Op 14 mei schreef hij: 'Onze ontmoeting is voor mij van grooten invloed geloof [ik]. Voor het geval ik me niet door die theorie laat leiden, zal zij toch van grooten invloed op mijn ontwikkeling zijn. ( ... ) Ik weet echter te weinig. Al kan ik veel bevatten'. Door deze ontmoeting raakte Van Eesteren ervan overtuigd dat de moderne mens fundamenteel andere behoeften heeft dan de 'Barockmensch'. Hij vroeg zich dan ook af: 'Hoe en met welke middelen kan aan de behoefte aan schoonheid van onze tijd worden voldaan'? Voor de beantwoording van die vraag konden Van Doesburg en andere avant-garde-kunstenaars hem behulpzaam zijn. Eén ding was voor Van Eesteren al duidelijk, namelijk dat 'alleen dat wat nu gemaakt wordt voor den mensch van heden schoon kan zijn, dus een kunstwerk kan zijn'. Van Doesburg leerde hem ook het tegenwoordige in het verleden op te sporen. Hierdoor was hij, in tegenstelling tot zijn indrukken in Dresden, aanzienlijk positiever over het werk een 'oude meester' als Cranach, dat hij op 23 mei bekeek en 'bovenzinnelijk prachtig' noemde. Die dag ontmoette hij ook uitgever Bruno Adler van de expressionistische Utopia-uitgeverij. Op 26 mei ontmoette hij Hans Richter, El Lissitzky, Werner Graeff en Peter Röhl, met wie hij op 28 mei naar Düsseldorf reisde, om daar het 'eerste congres van de Unie van Internationale Progressieve Kunstenaars' bij te wonen. Onderweg bezocht hij de al in 1904 voltooide Wuppertaler Schwebebahn. Tijdens het congres, dat van 29 tot en met 31 mei plaatsvond, ontmoette hij Stanislaw Kubicki, Ruggero Vasari, e.a.

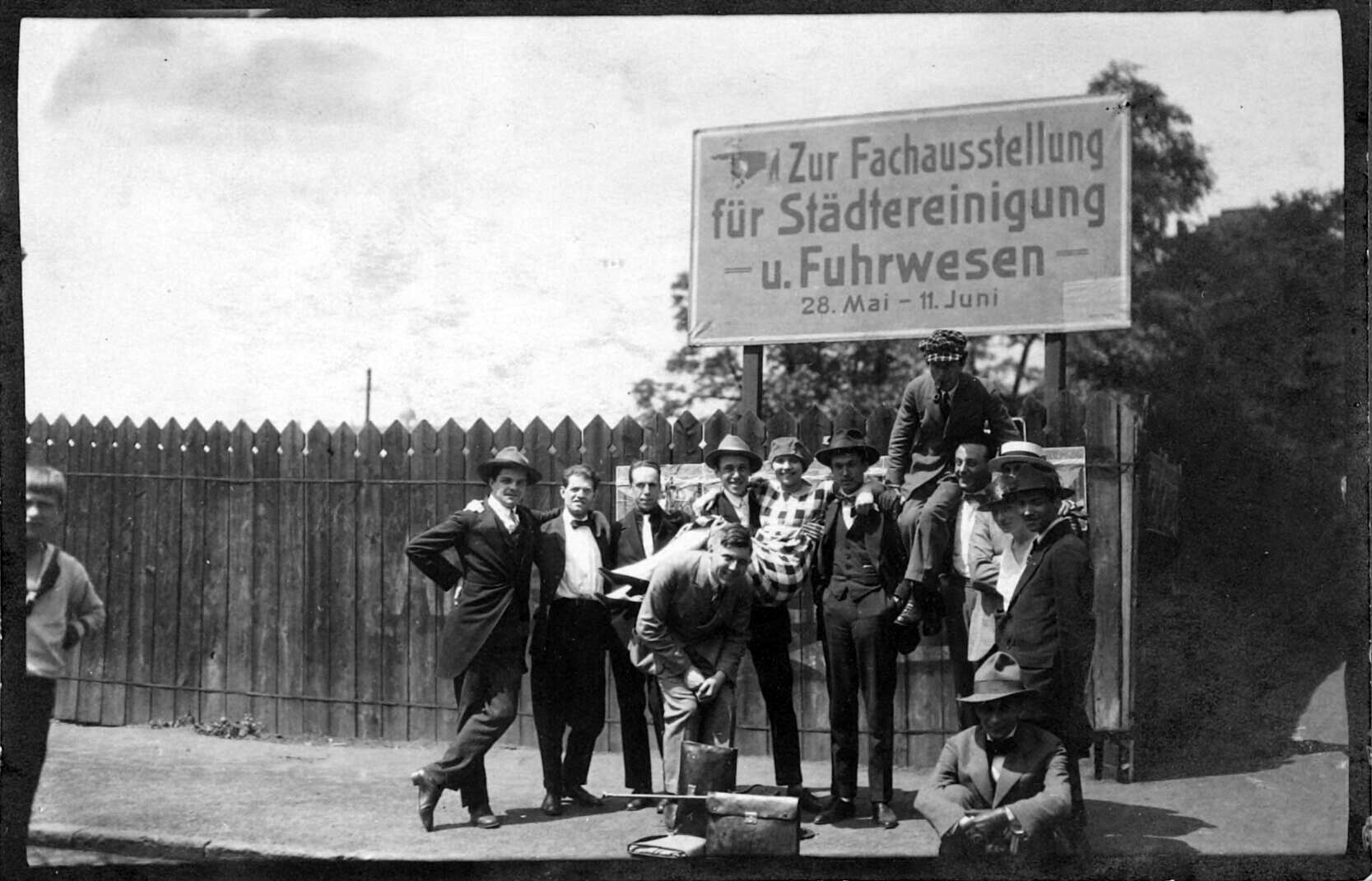
Congres van de Unie van Internationale Progressieve Kunstenaars in Düsseldorf, mei 1922

Het doel het congres was de oprichting van een soort vakbond van moderne kunstenaars. Van Doesburg en een paar anderen vonden de doelstellingen van de unie echter te vaag en vroegen zich af in hoeverre bijvoorbeeld de expressionisten nog modern waren. Daarom besloten ze tot de oprichting van een meer exclusieve 'Konstruktivistische Internationale' voor de in hun ogen echt modernen. Maar in de onderhandelingen die Van Doesburg voerde om tot de oprichting van deze 'Internationale' te komen rees de vraag of het een select gezelschap van avant-gardisten of een toegankelijke brede beweging moest worden. Mede door toedoen van Van Eesteren, die in een verloren gegane brief die hij in juli 1922 aan Van Doesburg schreef argumenten voor beide strategieën aandroeg, koos Van Doesburg een tijd lang voor een breedgedragen 'Internationale', getrokken door een kleine voorhoede. 'Ik ben het trouwens met je eens, dat een kleine kring (□) een onoverwinnelijke kracht kan ontwikkelen', schreef Van Doesburg in antwoord op Van Eesterens brief, 'Ons eerste manifest moet een bom zijn, vallend te midden der ontuchtige kunstbordeelen; zoowel die der academici als der kubisten, futuristen en andere isten. Het is onze plicht deze alle te ... kisten. Alleen zoo is het mogelijk dat "menschen van gansche zijde tot ons komen", zooals je schrijft. Zóó tegen 't exclusivisme der kunst kunnen we alle reële krachten verzamelen om het leven opnieuw te vormen naar het beeld van den tijd. Wat je schrijft over het werk stem ik ook toe: niet op imponeeren komt in het in de nieuwe beelding aan, maar op klaar en waar uitdrukken met de middelen die ook klaar en waar zijn'. Ook bleef Van Doesburg in contact met Van Eesteren met het oog op een eventuele toekomstige samenwerking, om 'samen wat zuivers, wat goeds te maken om daarmêe het nieuwe te demonstreeren', wat leidde tot de architectuurtentoonstelling van De Stijl in Parijs ruim een jaar later en nog enkele andere projecten.
Na het congres reisde hij via Maagdenburg, waar hij de 'kleurige fassaden van Taut' bekeek, om op 11 juni opnieuw in Berlijn aan te komen. Hier ontmoette hij, waarschijnlijk via Hans Richter, de Hongaarse kunstenaars László Moholy-Nagy en László Péri, had hij op 16 juli een uitgebreid gesprek met Behne en Mendelsohn en maakte hij een afspraak met 'Naturphänomen' Hans Poelzig. Richter nodigde hem uit aan de Hochschule für Bildende Künste in Charlottenburg te werken aan zijn afstudeerontwerp, dat hij op 2 augustus via een koerier van de Nederlandse ambassade naar het VHBO opstuurde. Twee dagen later verliet hij Berlijn weer. In Maagdenburg had hij nog een goed gesprek met Stadtbaurat Bruno Taut.

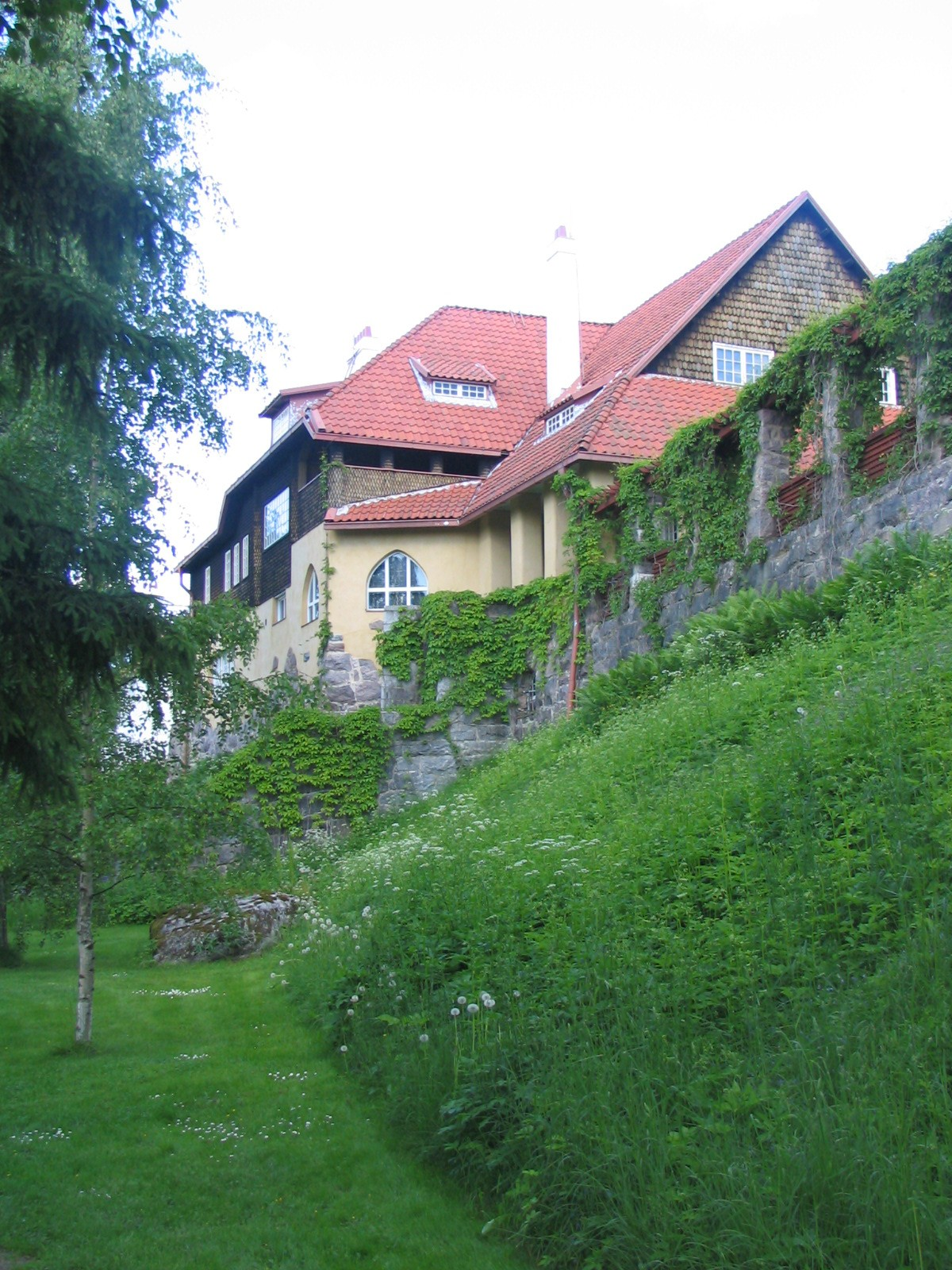
Saarinen, Gesellius en Lindgren. Landhuis Hvitträsk. 1902.

Begin augustus reisde hij naar de havenstad Altona, dat nu onderdeel is van Hamburg, waar hij bij zijn bezoek aan Oberbaurat Werner Jakstein de Deense architect Knud Lønberg Holm ontmoette. Later die maand reisde hij naar de toen Oost-Duitse stad Stettin, waar hij Walter Riezler, redacteur van het orgaan van de Deutsche Werkbund, Die Form, bezocht. Van 14 tot 26 augustus was hij in Finland, waar hij allereerst het centraal station van Helsinki van de Finse architect Eliel Saarinen bezichtigde en op 25 augustus een ontmoeting met de architect zelf in diens landhuis Hvitträsk, even buiten Helsinki. Verder bekeek Van Eesteren de typisch Finse, houten huizen in Oulu en een 'katoenspinnerij' in Tampere. Op 30 augustus sprak hij in Stockholm met Gunnar Asplund, die juist bezig was met de bouw van zijn stadsbibliotheek. Begin september kwam hij in Kopenhagen via Jakstein in contact met Charles I. Schou. Ook ontmoette hij daar de architecten Carl Petersen, Povl Baumann en Peter Nielsen. Over Martin Nyrops stadhuis schreef hij in zijn dagboek: "Het geheele raadhuis is voor het publiek toegankelijk. De groote overdekte binnenplaats heeft dan ook banken, waar men altijd lezende en pratende menschen kan aantreffen".
Op 19 september was hij weer terug in Berlijn, waar hij de architect Ludwig Hilberseimer ontmoette. Op 20 september werd echter zijn portefeuille gesloten, wat mogelijk de aanleiding was weer naar Weimar te gaan, waar hij eerder dat jaar zo hartelijk was ontvangen. Op 24 september kwam hij in Jena aan, om een bijeenkomst van Walter Dexels Städtische Kunstverein bij te wonen, waar ook Hans Arp, Lucià en László Moholy-Nagy, Kurt Schwitters, Theo en Nelly van Doesburg, Max Burchartz en Werner Graeff aanwezig waren. De dag daarop woonde hij met deze club het door Theo van Doesburg georganiseerde Congres van Dadaïsten en Constructivisten in Weimar bij, waar ook Richter, Hans Vogel, Bernhard Sturzkopf en Peter Röhl aan deelnamen. Op 29 september vertrok hij naar München.
In München logeerde hij bij Hans Arp. Op 3 oktober schreef hij in zijn dagboek: 'bank, pas, Nymphenburg, Waldfriedhof. Sörgel leren kennen. De avond met hem doorgebracht', en de dag daarop: 'Rust. Sörgels Theorie der Baukunst gelezen'. Hiermee bedoelde hij het invloedrijke boek Architektur-Aesthetik van Herman Sörgel uit 1918. Later die maand bezocht hij ook Stuttgart. Op 23 oktober vermeldt zijn dagboek: 'Stuttgart, Baumeister, Döcker enz'. De volgende dag neemt hij uitgebreid de tijd om in Stuttgart werk van deze Richard Döcker te bekijken, zoals zijn in 1922 i.s.m. Hugo Keuerleber ontworpen terraswoningen in de Weissenhofsiedlung. Hij vond de stad blijkbaar zo interessant, want op zondag 17 december reisde hij opnieuw 'naar Stuttgart alwaar tot dinsdagmorgen gebleven'.
Eind oktober ontmoette Van Eesteren de architect Fritz Schumacher, die op dat moment een grote stedenbouwkundige studie voor Keulen uitvoerde. Van Eesteren was ook erg geïnteresseerd in grote industriesteden en om die reden nam hij begin november minstens drie dagen de tijd het Ruhrgebied te bestuderen. Op 17 november kwam hij aan in Wenen. Zijn dagboek meldt: 'Pension gezocht, Stephanskirche. 18 [november] Loos bezocht', en op zondag en maandag 'met Loos door de stad' gewandeld. Van 21 tot en met 23 november verkende hij Wenen alleen en bezocht onder meer Josef Hoffmann en de Wiener Werkstätte. Maandag 27 november nam hij weer afscheid van Loos. In zijn dagboek schreef hij samenvattend: 'Van Loos gezien: woonhuis van Dr. Scheu, verbouwde villa met geelmarmeren eetkamer [Haus Duschnitz], trappenhuis, Café Museum'. Ook noemt hij gebouwen van Otto Wagner en Loos' opvallende prijsvraagontwerp voor de Chicago Tribune, dat de vorm heeft van een Dorische zuil. Ook al deelde hij Loos' opvatting dat de architectuur geen kunst kon zijn, toch kon Van Eesteren veel van hem leren. Zo is de invloed van Loos duidelijk merkbaar in twee ontwerpen die Van Eesterens voorjaar 1923 maakte.
Tot 1 december verbleef Van Eesteren weer in München. Omstreeks die tijd ontmoette hij in een treincoupé zijn latere partner, Frieda Fluck, of 'Fritz', zoals hij haar noemde. Begin december moest Van Eesteren nog even in Berlijn zijn om formaliteiten te regelen voor zijn vertrek terug naar Nederland en om afscheid te nemen van bekenden, waarbij hij en passant de stedenbouwkundige 'zwaargewichten' Heinrich de Fries en Werner Hegemann ontmoette. Vervolgens reisde hij via Konstanz, om Frieda Fluck nog even te zien, Stuttgart en Karlsruhe terug naar Nederland. 21 december was hij weer thuis.
Op 27 en 28 december was hij in Den Haag om samen met Van Doesburg en Rietveld de bouw van een villa voor de Parijse galeriehouder Léonce Rosenberg te bespreken. Al in maart 1920 vroeg Rosenberg leden van De Stijl een buitenhuis annex 'centrum van cultuur' in de omgeving van Parijs te ontwerpen en de ontwerpen tentoon te stellen in zijn galerie, L'Effort Moderne. Het was Rosenbergs uitdrukkelijke wens dat de leden van De Stijl gezamenlijk aan dit project zouden werken. 10 januari 1923 volgde een tweede bespreking – nu met Wils —, waarop besloten werd dat Wils en Van Eesteren het gebouw zouden ontwerpen, Mondriaan en Van Doesburg het zouden 'oplossen' in kleur en Rietveld de meubels zou ontwerpen. In maart, echter, werd Wils op aandringen van Rietveld niet verder met de onderneming betrokken. Een derde en laatste bespreking vond van 28 tot 31 maart plaats in Amsterdam. Kort daarna gingen Van Eesteren en Van Doesburg op reis kennelijk met de afspraak elkaar later dat jaar in Parijs te treffen.

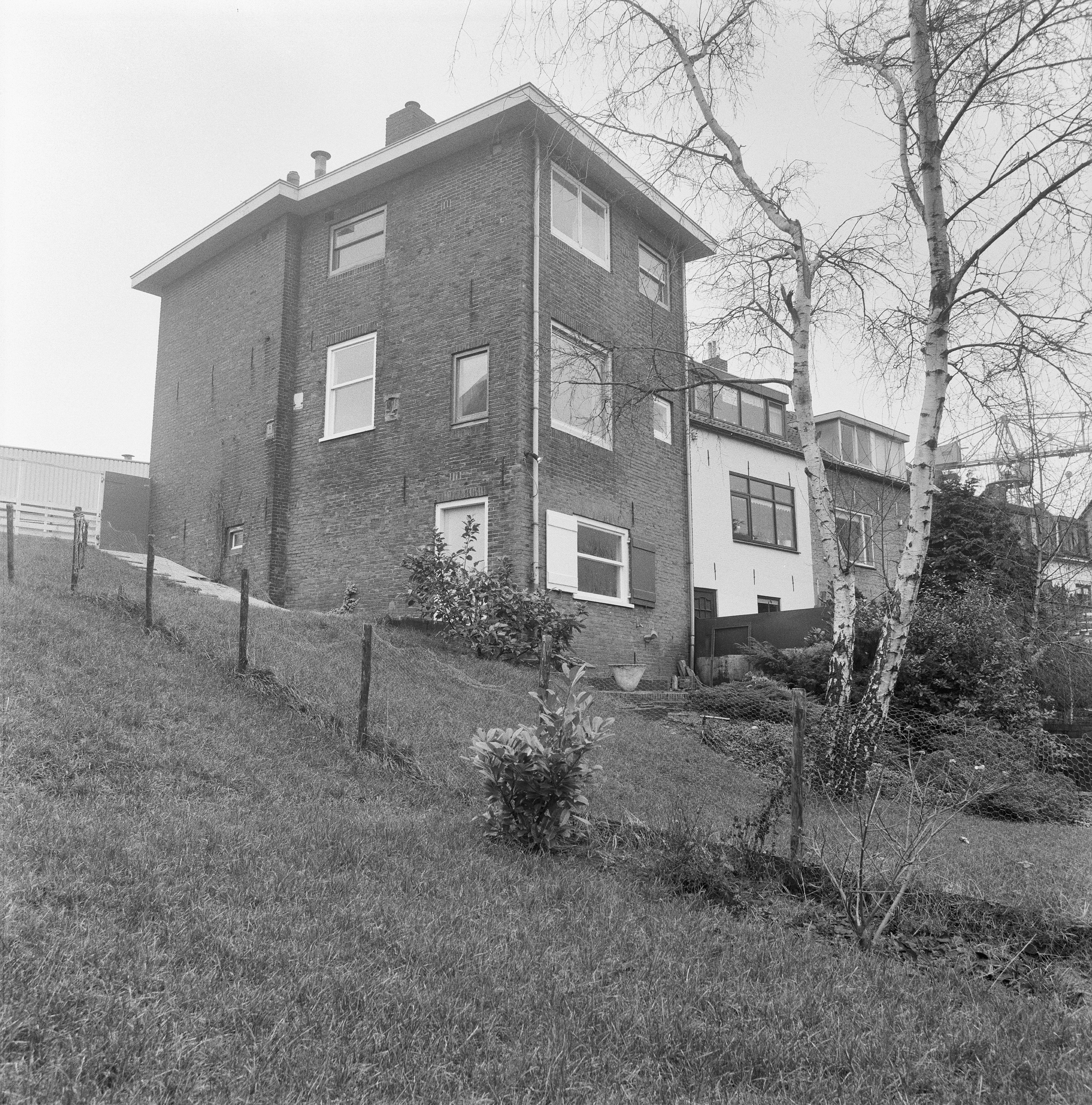
Huis van Zessen te Alblasserdam gezien vanaf de achterzijde.

Ondertussen ontwierp Van Eesteren, die tijdelijk bij zijn ouders in Alblasserdam woonde, in januari een villa voor zijn vader en in maart een woonhuis voor de weduwe A. van Zessen aldaar. Alleen het laatste ontwerp, dat vanaf het water gezien kubusvormig is en – net als de woonhuizen van Loos, die hij in Wenen zag – van binnen naar buiten lijkt te zijn ontworpen, werd uitgevoerd. Verder studeerde hij veel, bezocht hij begin februari zijn vriendin Fritz in Zwitserland, en maakte hij uitstapjes naar Amsterdam en Den Haag, waar hij van 24 tot en met 27 februari tijd doorbracht met de Van Doesburgs, Kurt Schwitters en anderen.
Op 1 februari stuurde hij het verplichte verslag van zijn reis op naar de Commissie van Toezicht, hoewel hij een geheel eigen invulling aan de opdracht gegeven had. Ook een breuk met de traditie was zijn verzoek in het tweede deel van zijn reis meer aandacht aan de stedenbouw te besteden. De verplichte tentoonstelling van zijn reisschetsen in de Rijksacademie werd door J.P. Mieras op vernietigende wijze becommentarieerd. Hij noemde ze 'knoeiwerk' en 'parodieën op ultra-moderne wijzen van teekenen', en, aldus Mieras, 'het is te hopen, dat de commissie die dit werk te beoordeelen krijgt zich bewust zal zijn van het respect dat de bouwkunst voor zich opeischt, ook van de menschen die eenmaal als winnaar uit de Prix-de-Rome wedstrijd naar voren zijn gekomen'. Van Eesteren had op 16 maart echter al bericht gehad van de commissie dat zijn jaargeld niet verlengd werd. Om gezichtsverlies te voorkomen, reageerde Van Eesteren per ommegaande op Mieras' kritiek: 'Bij mijn architectuurstudiën is deze superieure teekening benevens expositie te veel uit het oog verloren', maar, hij vroeg zich tegelijkertijd af wat voor zin het had om 'oude kapiteelen te reconstrueeren, of z.g. mooie teekeningen te maken van reeds tot in alle onderdeelen bekende bouwwerken. [...] Het studieterrein voor den jongen architect wordt gevormd door de brandpunten der moderne samenleving en niet door de puinhoopen eener oude beschaving. Deze kunnen hoogstens als vergelijkingsmateriaal of als aanloop dienstdoen'. Ook vernam Van Eesteren eerder dat zijn afstudeerontwerp, een universiteit in Amsterdam, niet was geaccepteerd door de examencommissie van het VHBO.

### De Stijl

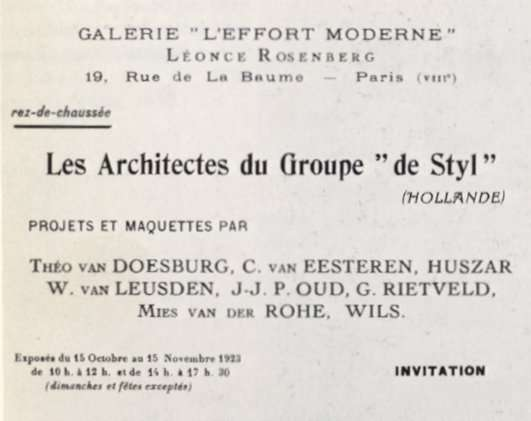
Officiële uitnodiging tot de tentoonstelling De Stijl in galerie L'Effort Moderne in Parijs. 1923.

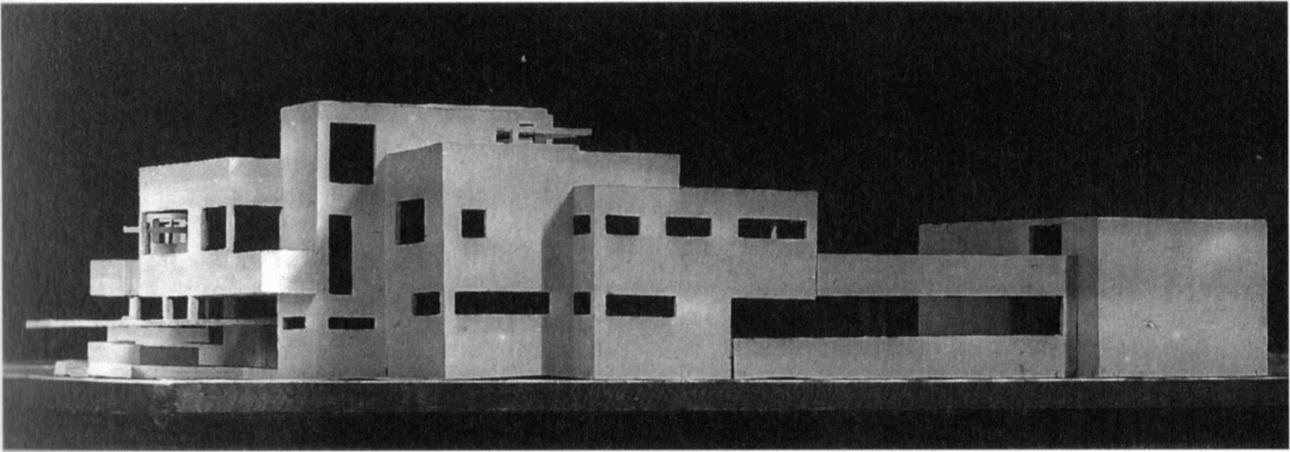
Hôtel Particulier. 1923.

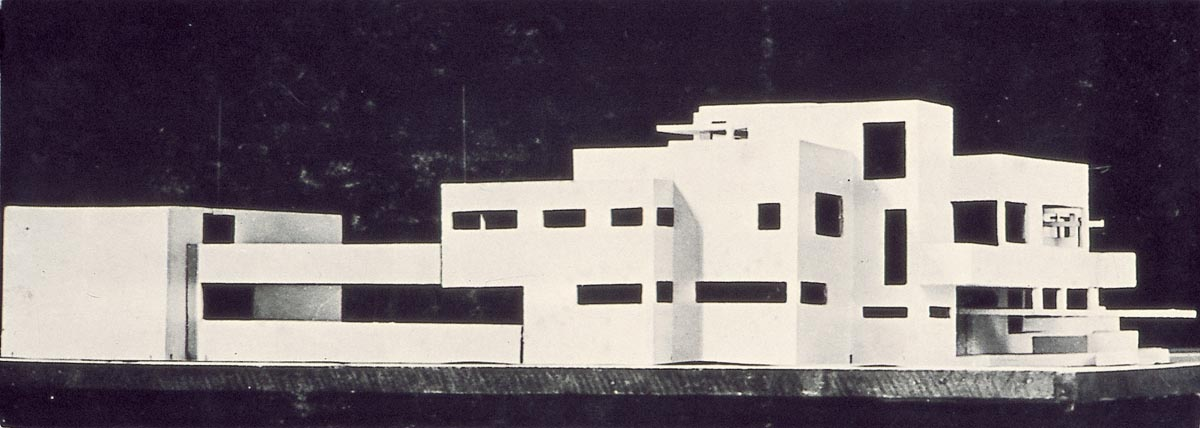
Hôtel Particulier. 1923.

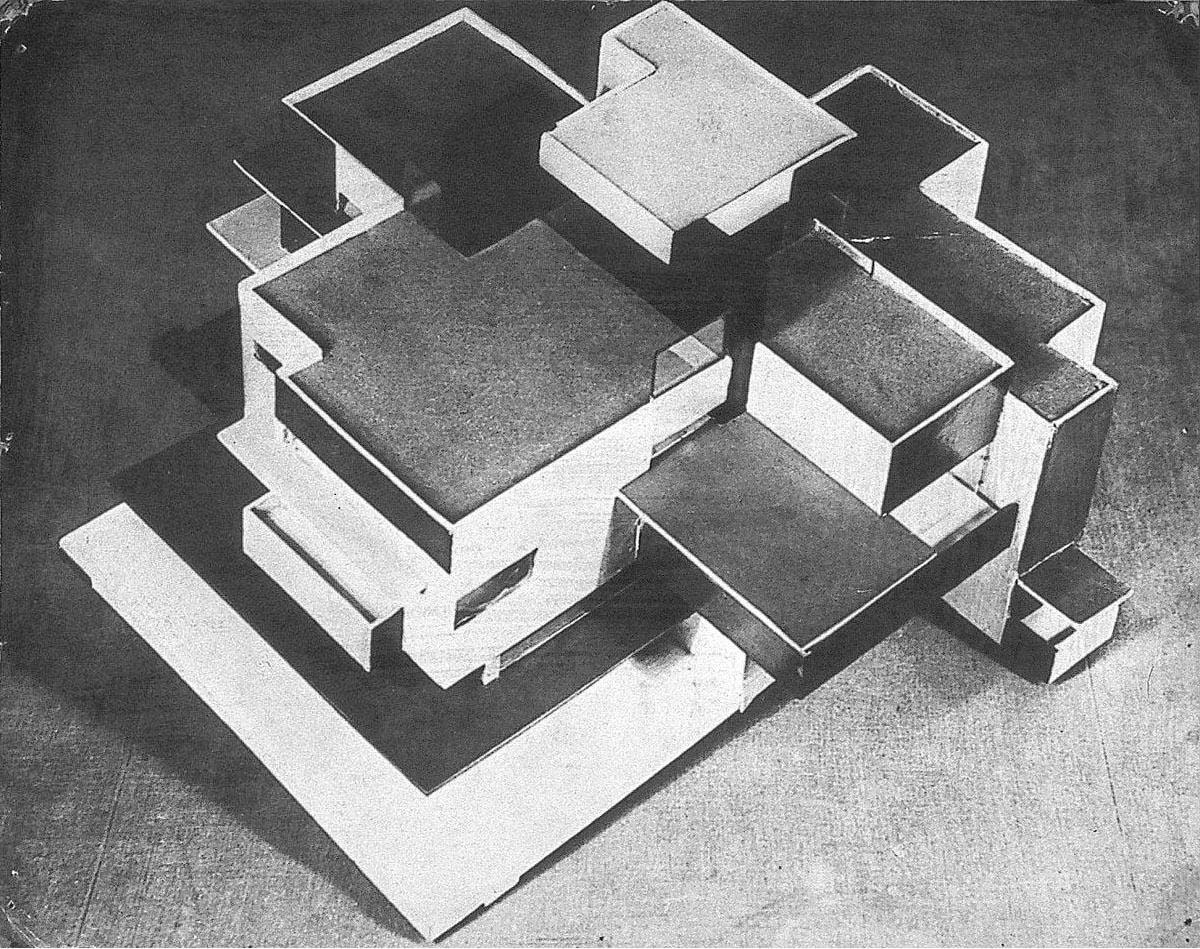
Maison Particulière. 1923.

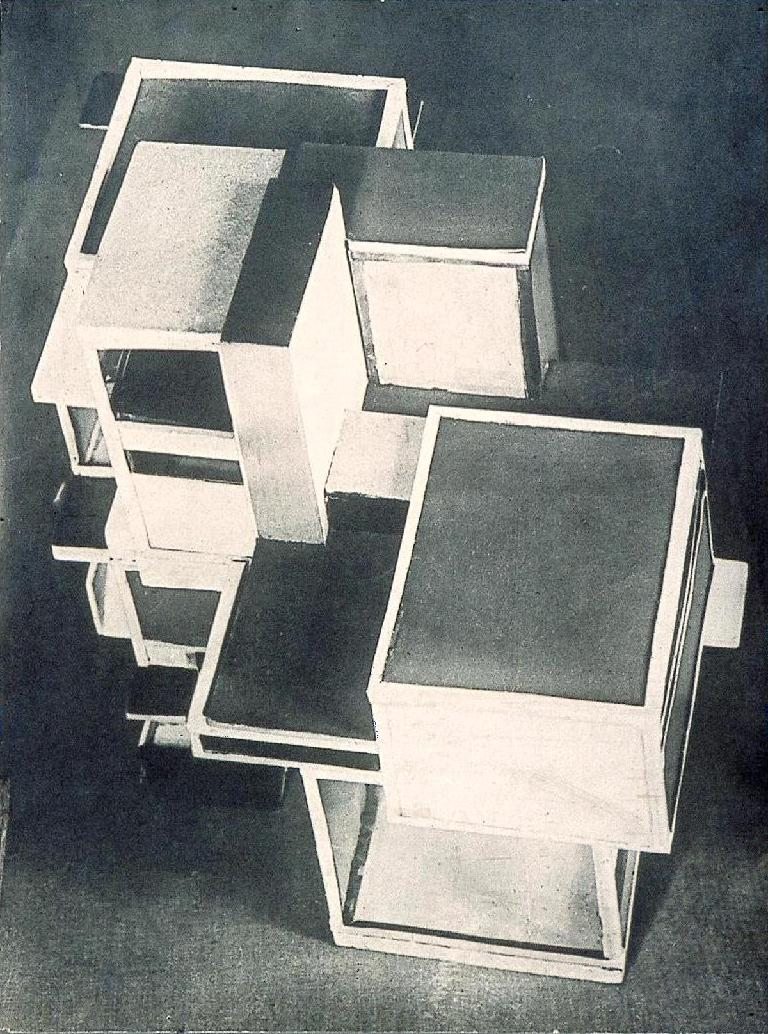
Maison d'Artiste. 1923.

Toen Van Doesburg hoorde dat Van Eesterens Prix de Rome-toelage niet verlengd werd, drong hij er onmiddellijk op aan nu toch echt te beginnen met de voorbereidingen voor de Stijl-tentoonstelling in Parijs. 'Als er nu niet mede begonnen wordt is het te laat. [...] Laten wij dus aanpakken', schreef hij. Eerst bezocht Van Eesteren zijn vriendin Fritz in Zürich en ging met haar op vakantie in Lugano, om omstreeks 23 april aan te komen in Parijs. Hij nam zijn intrek bij een mevrouw Richen en meldde zich op 9 mei aan bij de vreemdelingenpolitie. Pas een maand later ontmoette hij Van Doesburg, die Van Eesterens eindexamenontwerp – de universiteit in Plan Zuid – ophing in zijn atelier. Deze bevielen hem zo goed, schreef Van Doesburg op 24 juni 1923 aan zijn vriend Evert Rinsema, dat hij besloot ze in kleur op te lossen en ze op te nemen in de tentoonstelling. Alleen, zo schreef Van Doesburg in dezelfde brief, 'Jammer dat hij nog wat jong en daarom "speelsch" is. Hij werkt niet geconcentreerd genoeg. Ik moet hem steeds aansporen'. In werkelijkheid was Van Eesteren, die op kosten van zijn vader in Frankrijk verbleef, druk bezig met het vinden van werk en het bestuderen van de wederopbouw van tijdens de Eerste Wereldoorlog verwoeste Noord-Franse steden als Laon. Hij hoopte betrokken de raken in de wederopbouw, maar toen dit niet lukte stortte hij zich volledig op de Stijl-tentoonstelling. Hij verving het achthoekige daklicht van zijn universiteitshal door een horizontaal, glazen plafond, waarna Van Doesburg deze in kleur oploste. Ook maakte Van Doesburg het kleurontwerp voor het Huis Van Zessen, dat Van Eesteren naar Alblasserdam opstuurde en dat in november werd uitgevoerd. Het huis Rosenberg, dat voor de tentoonstelling werd omgedoopt tot Hôtel Particulier, werd, mogelijk op aanwijzing van Van Doesburg, aan de hand van eerder door Van Eesteren gemaakte schetsen uitgewerkt. Omdat Van Doesburg bang was dat de Fransen moeilijkheden hadden met het lezen van de tekeningen, werden er lichtdrukken van gemaakt, die op 10 augustus naar Rietveld gestuurd werden, om er een model van te maken. Deze stuurde hij in stukken naar Parijs, om door Van Doesburg en Van Eesteren in elkaar gezet te worden. Door tijdgebrek kon Van Doesburg het model echter niet van kleur voorzien. Bij de andere twee modellen, het Maison Particulière (woonhuis) en het Maison d'Artiste (atelierwoning) lukte dit wel. Het model van Maison Particulière bouwden ze zelf; het model van Maison d'Artiste lieten ze door een loodgieter vervaardigen. Het laatste model werd in de laatste week voor de tentoonstelling nog door Van Doesburg van kleur voorzien.
De uiteindelijke modellen en tekeningen werden van 15 oktober-15 november 1923 tentoongesteld in de galerie van Léonce Rosenberg. Via Van Doesburg en zijn vriendin Nelly kwam Van Eesteren in Parijs in contact met Architecture Vivante-redacteur Jean Badovici en architect Le Corbusier.
Van Doesburg vertrok vrij snel na de opening van de tentoonstelling – in ieder geval voor 14 november – naar Weimar en liet de propaganda van de tentoonstelling en communicatie met de pers over aan Van Eesteren. Deze liet foto's maken van de maquettes en tekeningen en gaf een deel hiervan mee aan Nelly, die Van Doesburg achterna reisde. Van Doesburg was echter ontevreden over kwaliteit. Op 23 november schreef hij: 'Jammer dat de foto's voor het meerendeel onbruikbaar zijn. Van de modellen zijn alle slecht, behalve die in vogelvlucht gezien en Huis Rosenberg. [...] De 5 groote foto's van de modellen kunnen we dus niet gebruiken; geef ze dus vooral niet voor reproductie. De fout hiervan is dat het model, niet het huis gefotografeerd werd. [...] De belichting met reflector is te scherp, waardoor alle kleine gebreken van het model gefotografeerd zijn. Jammer van het weggesmeten geld. Kun je het die vent niet over laten doen. We behoeven ze toch niet te accepteeren als ze slecht zijn! Wie gaat nu een model op het voetstuk fotografeeren! Blöd!! Ik meende, dat ik het aan jou kon overlaten, daar jouw opnamen goed waren en veel geschikter voor clichée'.
Van Eesteren stelde ondertussen van 1 november tot en met 16 december elders in Parijs zijn eerdere Prix de Rome-ontwerp tentoon in de prestigieuze Salon d'Automne. In tegenstelling tot de Rosenbergontwerpen mocht dit ontwerp wel rekenen op de nodige persaandacht. Van Eesteren deed echter zijn best ook de ontwerpen, die hij met Van Doesburg maakte, onder de aandacht te brengen. En met enig succes; zowel C. de Cordis van het tijdschrift La Revue Moderne als Bernard Evène van La Revue du Vrai et du Beau publiceerden begin 1924 naast Van Eesterens Prix de Rome-ontwerp ook foto's van het Hôtel Particulier. Ongelukkigerwijs hielden beide critici geen rekening met de collectiviteit van het laatste werk en stond onder de foto's alleen de naam van Van Eesteren. Uit monde van Nelly, eiste Van Doesburg een 'berichtje [...] dat het niet van 1 persoon maar van 3 personen is! Het gaat er toch juist om, om de collectieve arbeid te propageren tegenover al dat individualisme', maar kennelijk vond Van Eesteren dit zinloos. Bovendien beschouwde Van Eesteren al zijn ontwerpen tot dan toe, inclusief die die hij in samenwerking met Van Doesburg maakte als een samenhangend geheel. Dit blijkt uit zijn brief aan Knud Lønberg Holm van 26 januari 1924, waarin hij schreef: 'Endlich lege ich aus meiner Photosammlung einige Beispiele bei. Das Institut und die Wirtschaft sind die ältesten Beispiele. Das Privathaus ist eine meiner letzten Arbeiten in Paris. Die Universität ist aus meine Berliner Zeit'.
Ondertussen zegde Badovici al in november toe een speciaal nummer van Architecture Vivante aan De Stijl te willen wijden. Van Eesteren nam hem trouwens mee naar de lezing, die Berlage aan de Sorbonne hield, en stelde Berlage aan hem voor. Het De Stijl-nummer van Architecture Vivante zou uiteindelijk echter pas herfst 1925 verschijnen. Ook kreeg Van Eesteren bezoek van de Nederlandse architect Albert Boeken, die een artikel over de tentoonstelling in het door hem geredigeerde Bouwkundig Weekblad beloofde, wat er uiteindelijk echter nooit van kwam. Op 23 december waren Theo en Nelly weer terug in Parijs. Ze ontmoetten elkaar in Café du Dôme waar ze in slechts enkele uren de verdere propagandacampagne bespraken. Hierdoor en door de slechte kwaliteit van de foto's mislukte deze echter vrijwel geheel.
In de tweede helft van februari 1924 stuurde Van Eesteren het resultaat van zijn propagandacampagne tot dan toe, twee tijdschriftartikelen, van De Cordis en Evène, op naar Van Doesburg. Van Doesburg was echter not amused toen hij alleen de naam van Van Eesteren onder de reproducties las. Nelly suggereerde een rectificatie, die er echter nooit kwam. Het was het begin van de verwijdering tussen Van Doesburg en Van Eesteren.
De Rosenbergontwerpen waren vervolgens te zien op de door de Franse architect Robert Mallet-Stevens georganiseerde tentoonstelling 'L'Architecture et les Arts qui s'y rattachent', die van 22 maart tot en met 30 april plaatsvond in de École Spéciale d'Architecture Moderne. Van Doesburg was te laat met het inbrengen clichés voor reproducties in de catalogus, maar kon nog net op tijd een pamflet getiteld 'Vers une Construction Collective (Manifeste V du Groupe "De Stijl")', dat in augustus dat jaar als '-□+=R'4' in De Stijl verscheen, laten drukken.
De bedoeling was dat de ontwerpen collectief waren. Ook de in De Stijl gepubliceerde manifesten dragen zowel Van Doesburgs als Van Eesterens naam, op het artikel 'Tot een beeldende architectuur' na, dat door Van Doesburg alleen ondertekend is. 'Is alles wat je daar zegt echter wel alleen jouw geestelijk eigendom, aan jouw inventeurschap te danken? Herinner je alle gesprekken maar eens, die we sinds Weimar (begin kennismaking) hadden en is dit artikel daarvan niet het resumé?', vroeg Van Eesteren hem op 25 augustus 1924 dan ook. Van Doesburg ontkende en vroeg hem 'waar dan de bewijzen zijn dat je zoo'n geweldige architect was, ook voor je bij mij kwam. Ik zou je kunnen wijzen op [...] je universiteit vóór en ná dat eerste Weimarsche onderhoud'.
In december schreef Van Eesteren zich, na een ontmoeting met de Franse architectuurstudent Louis George Pineau, in aan de École des Hautes Études Urbaines, waar ze samen een cursus stedenbouw volgden bij de praktijkgerichte Léon Jaussely. Deze vormden een belangrijke aanvulling op hetgeen hij eerder tijdens zijn Prix de Rome-reis van Schumacher had geleerd. Bovendien was Jean Brunhes verplichte stof op deze onderwijsinstelling, waarmee Van Eesteren bekend raakte met het vak sociale geografie.
Een maand daarvoor schreef zijn vader hem vanuit Alblasserdam dat hij van plan was op korte tijd te verhuizen. Van Eesterens jongere broer, Jacobus Pieter van Eesteren, later directeur van het aannemersbedrijf J.P. van Eesteren, ging trouwen en hij en zijn vrouw gingen in het ouderlijk wonen. Van Eesterens vader wilde voor zijn gezin elders in Alblasserdam een nieuw huis bouwen, waarvoor hij Van Eesteren vroeg het ontwerp te leveren. Rond kerstmis was hij weer thuis in Alblasserdam en 15 januari 1924 had hij het ontwerp, dat hij het Woonhuis aan een Groote Rivier noemde, gereed. Ondertussen waren zijn ouders naar Den Haag verhuisd, waar Van Eesteren werd verzocht een nieuwe woning in villawijk Zorgvliet te ontwerpen. Geen van deze ontwerpen werden echter uitgevoerd, omdat zijn ouders uiteindelijk besloten een bestaande woning aan de Nieuwe Parklaan te kopen. Wel mocht Van Eesteren de garage van dit huis ontwerpen, waarvan hij de tekening in juni 1924 vanuit Parijs naar Van Doesburg stuurde om in kleur opgelost te worden. De kleuroplossing moest, volgens Van Eesteren, 'de heele buurt aan het schikken brengen'.
Eind april was Van Eesteren weer in Parijs om de cursus van Jaussely te vervolgen, waarna hij op 2 juli samen met Pineau terug naar Nederland reisde om in Amsterdam het Internationaal Stedenbouwcongres bij te wonen.
In september 1924 diende hij een ontwerp in als antwoord op de in juli van dat jaar door Bouwbureau Joh.P. Schippers in Den Haag uitgeschreven prijsvraag voor een winkelgalerij met café-restaurant aan de Laan van Meerdervoort, waarvan Theo van Doesburg het kleurontwerp maakte. Het motto van dit ontwerp, 'simultanéité', wijst op het open karakter van de winkelgalerij, waardoor de gebruiker het gevoel zowel binnen als buiten te zijn moest krijgen. Jan Wils noemde het in een recensie een 'belangrijk ontwerp. Als ruimteconstructie (ook in kleurwerking) [...] zeer geslaagd', maar, voegde hij eraan toe 'De ontwerper heeft zich echter niet de minste voorstelling gemaakt, wat de kosten wel zullen zijn voor de uitvoering van dit ontwerp! En dit is een geweldige fout, die hem onmiddellijk buiten het kader van het programma stelde'.
Vrijwel gelijkertijd nam Van Eesteren deel aan de Rokinprijsvraag. Deze door het gemeentebestuur van Amsterdam uitgeschreven prijsvraag moest een oplossing bieden voor de inrichting van het te dempen gedeelte van het Rokin tussen het Spui en de Dam. In zijn ontwerp komt veel van de door hem de afgelopen jaren opgedane stedenbouwkundige kennis tot uitdrukking. Hij paste een 'klare functieverdeeling' toe en ontleedde het probleem in 'elementen'. Om die reden gaf hij zijn ontwerp het motto 'Elementair'. Eén zo'n bepalend 'element' was het verkeer. Met de Kalverstraat vlak om de hoek, moest het Rokin een verkeersweg worden. De vrijgekomen ruimte bestemde hij tot 'parking places' voor het toenemend aantal 'owner-drivers' (automobilisten zonder chauffeur) in der stad. Wat stedenschoon betreft ging hij, onder invloed van Fritz Schumacher, uit van een 'normaal-daklijn' (een nader te bepalen maximaal toegestane bouwhoogte). Hierdoor, zo redeneerde Van Eesteren, zou het toekomstig stadsbeeld gedomineerd worden door horizontale accenten. Om hiertoe tegenwicht te bieden en om de verhouding tussen de hoogte van de bebouwing en de breedte van het nieuwe Rokin te herstellen, projecteerde Van Eesteren op de hoek van het Rokin met het Spui een 'torenhuis'. In het prijsvraagprogramma werd echter uitdrukkelijk verzocht om rekening te houden met de bestaande bebouwing, waardoor zijn ontwerp al bij de eerste ronde door de jury ter zijde werd gelegd.

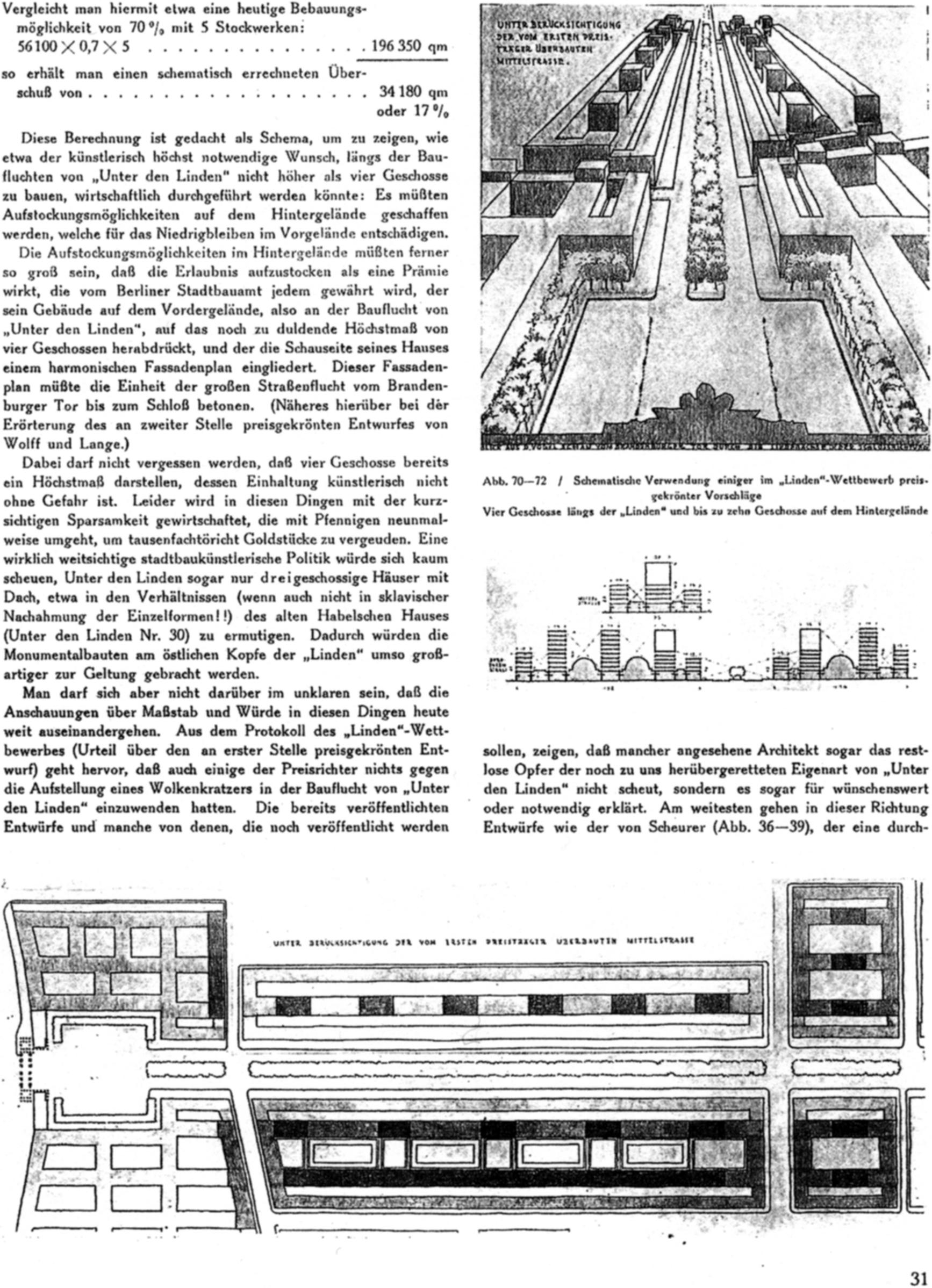
W. Hegemann. Verslag van de Lindenprijsvraag. 1925.

In 1925 werd op initiatief van de Duitse uitgeverij Wasmuth een prijsvraag voor de reorganisatie van Unter den Linden uitgeschreven. Het programma luidde: 'wie soll Berlin Hauptstraße Unter den Linden sich im Laufe des 20. Jahrhunderts gestalten?' (Hoe moet de hoofdstraat van Berlijn, Unter den Linden, zich in de loop van de 20e eeuw ontwikkelen?). De bedoeling was dus een zich snel ontwikkelende binnenstad zowel organisatorisch als esthetisch in goede banen te leiden. Van Eesterens oplossing was zeer radicaal. 'Alles afbreken en nieuw opbouwen', schreef hij op 24 oktober 1925 aan Van Doesburg. Alleen de historische barokke en neoclassicistische monumenten (waaronder de Brandenburger Tor, de Neue Wache en het Forum Fredericianum) liet hij als 'kijkstukken' staan. Ook nu ging Van Eesteren uit van een normaal-daklijn. Aan de rooilijn projecteerde hij lage bebouwing met city-functies als winkels, restaurants en kantoren. Dieper de bouwblokken in plande hij hoogbouw, waardoor de bebouwing een terrasachtige opbouw kreeg. Zijn ontwerp draagt het motto 'Gleichgewicht' (Evenwicht). Net als bij de Rokinprijsvraag voegde hij verticale accenten toe om het geheel esthetisch in evenwicht te brengen. De jury beloonde Van Eesteren met de eerste prijs en prees de manier waarop hij een geheel nieuw zakencentrum in de historische structuur van Unter den Linden inpaste, maar was tegelijkertijd bang dat zoveel hoogbouw voor grote verkeersproblemen zou zorgen. Jurylid Werner Hegemann maakte naar aanleiding van Van Eesterens ontwerp een verbeterde versie die hij in het tijdschrift Städtebau publiceerde.
Kerst 1925 besloten Van Eesteren en Pineau deel te nemen aan de prijsvraag voor de reorganisatie van Parijs. Het grote verschil met de Rokin- en Lindenprijsvraag was dat het dankzij Pineau nu wel mogelijk was vooraf uitgebreid stedenbouwkundig onderzoek te doen. Dit onderzoek nam Pineau voor zijn rekening, terwijl Van Eesteren het resultaat hiervan verwerkte in een stedenbouwkundig ontwerp.
Naar aanleiding van dit succes werd hij in december 1926 door de Duitse architect Ernst Neufert, die hij in 1922 bij Gropius thuis al had leren kennen, uitgenodigd als architectuurdocent aan de Bauhochschule in Weimar (de opvolger van Gropius' Bauhaus), welke functie hij, volgens zijn wens, wist om te zetten in docent voor stedenbouwkunde.

### 'Architect-urbanist'

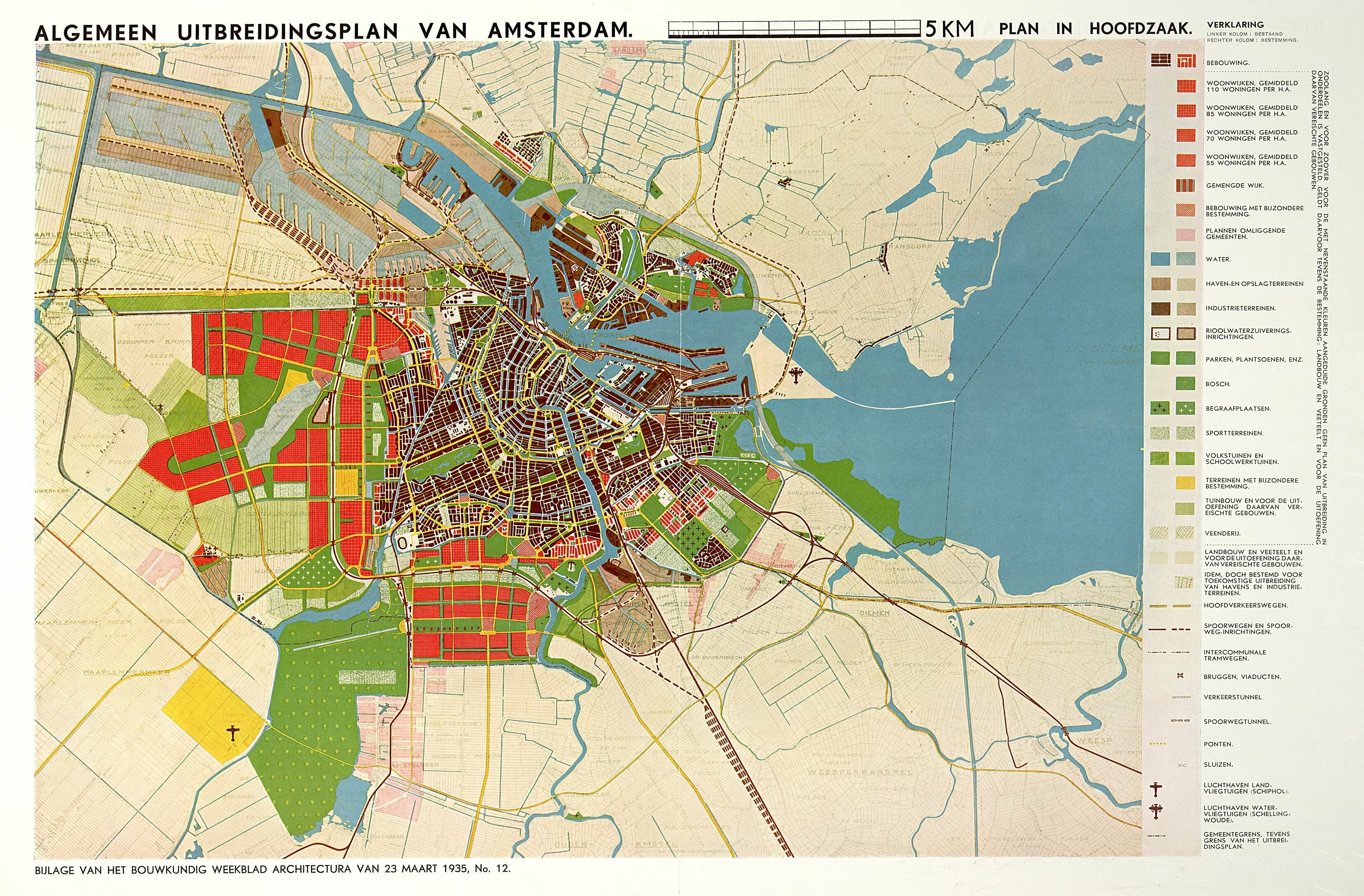
Plankaart van het Algemeen Uitbreidingsplan.

Van Eesteren richtte zich vooral op stedenbouw. Maatschappelijke problemen wilde hij ruimtelijk oplossen. Naar aanleiding van hoe hij dat wilde oplossen ontstond pas het werk. Hij liet de vorm ontstaan naar aanleiding van het probleem. De centrale plaats was dus weggelegd voor de functionaliteit.
Vanaf 1929 (tot 1959) was hij hoofdarchitect van de toen opgerichte afdeling Stadsontwikkeling van de Dienst der Publieke Werken in Amsterdam, waar hij samenwerkte met Th. K. van Lohuizen. Hij was betrokken bij het Uitbreidingsplan Landlust, dat als kleinere proef diende voor het grote Algemeen Uitbreidingsplan (AUP) van Amsterdam uit 1934. 
Het AUP werd de basis voor de stadsuitbreidingen in de volgende decennia, zoals de Westelijke Tuinsteden en Buitenveldert. In 1959 werd hij opgevolgd door Ko Mulder. Na de Tweede Wereldoorlog stond zijn loopbaan vooral in het teken van de ruimtelijke ordening van de toen drooggelegde Zuidelijke IJsselmeerpolders. Belangrijk onderdeel hiervan was het plan voor Lelystad, het nieuwe centrum van de polders (1959-1964).
Verder was hij van november 1930 tot 1947 voorzitter van de CIAM en van 1948 tot 1967 buitengewoon hoogleraar stedenbouwkunde aan de Technische Hogeschool Delft. Tegelijkertijd was hij gastdocent aan de Universiteit van Santiago in de Chileense hoofdstad Santiago.
Van Eesteren was de geestelijk vader van het idee van de functionele stad met strikte scheiding van functies zoals wonen, verkeer, werk, recreatie en natuur (zie ook het nieuwe bouwen). In het AUP is dit uitgewerkt. Ook het vingerstadmodel met stedelijke lobben, gescheiden door groene wiggen is een idee van Van Eesteren dat in Amsterdam terug te vinden is. Het uitgraven van de Sloterplas als het blauw-groene hart van de nieuwe tuinsteden was ook deel van de nieuwe opzet van de westelijke stadsuitbreidingen.
In Bos en Lommer werd in de jaren 30 en 40 geëxperimenteerd met strokenbouw. Slotermeer was de eerste tuinstad die volgens de plannen van het AUP vanaf 1951 werd gerealiseerd. Daarna volgden de andere tuinsteden in de jaren 50 en 60.
Opmerkelijk is dat Van Eesteren zijn idee van functiescheiding ook op zijn eigen woonomgeving toepaste. Zo waren de muren van zijn woonhuis in Amsterdam, dat onderdeel uitmaakt van het AUP, op een aan hem in de jaren dertig geschonken Mondriaan en enkele ontwerptekeningen na, geheel ongedecoreerd. Hij zag zijn woonhuis op de eerste plaats als werk- en ontmoetingsplaats en niet als 'tentoonstellingsruimte'.
In 1960 werd Van Eesteren benoemd tot ridder in de Orde van de Nederlandse Leeuw en in 1968 ontving hij voor zijne gehele oeuvre de David Röellprijs. In het Amsterdamse stadsdeel Nieuw-West bevindt zich het Van Eesterenmuseum, dat gewijd is aan het Algemeen Uitbreidingsplan. Het Huis van Zessen in Alblasserdam werd in 1990 gerestaureerd en is tegenwoordig opengesteld voor publiek.
De architectonische en planologische nalatenschap van Van Eesteren en Lohuizen wordt vanaf 1974 bewaakt door de Stichting Van Eesteren-Fluck & Van Lohuizen Stichting (EFL Stichting); deze stichting stimuleert ook nieuwe planologen en architecten die werken in de geest van Van Eesteren en Lohuizen.

## Ontwerpen

### Prijsvraagontwerpen
- Pakhuisgevel (uitgeschreven door Vereniging Bouwkunst en Vriendschap). 1917. Motto 'Baksteen'.
- Paviljoen in het Stadspark, Groningen (uitgeschreven door de Vereeniging tot bevordering van den bloei van Groningen). 1917. Motto 'Zomer'.
- Winkel- en magazijngebouw, Rotterdam (uitgeschreven door de Maatschappij tot Exploitatie van Onroerende Goederen 'De Volharding'). 1919. Motto 'Hoek'.

### Uitbreidingsplannen
- Uitbreidingsplan Alblasserdam. augustus 1918-1920.
- Studie van een woonwijk. 1920-1921.[42]
- Uitbreidingsplan Alphen aan den Rijn. Circa 1920.
- Woonwijk Molensloot in Bezuidenhout Den Haag. 1928-1929.

### Verbouwingen
- Verbouwing woonhuis Balten van Eesteren, West Kinderdijk, Alblasserdam. 1918 (afgebroken 1987).[43]

### Niet uitgevoerde ontwerpen
- Studie van een boswachterswoning met wachttoren. 1920-1921.
- Studie van een congresgebouw. 1920-1921.
- Prix de Rome-ontwerp voor een Koninklijk Instituut van Wetenschappen, Letterkunde en Schoone Kunsten. Juni-september 1921.
- Universiteitsgebouw, Amsterdam-Zuid. 1922.
- Hotel Particulier [i.s.m. Theo van Doesburg], 1923.
- Maison Particulière [i.s.m. Theo van Doesburg], 1923.
- Maison d'artiste [i.s.m. Theo van Doesburg], 1923.
- Huis aan een groote rivier (Huis Balten van Eesteren), Alblasserdam, 1923-1924.
- Woonhuis in Park Zorgvliet (Huis Balten van Eesteren), Den Haag, 1924.
- Vakantiehuis voor Vilmos Huszár, Veluwe, december 1924.

### Uitgevoerde ontwerpen

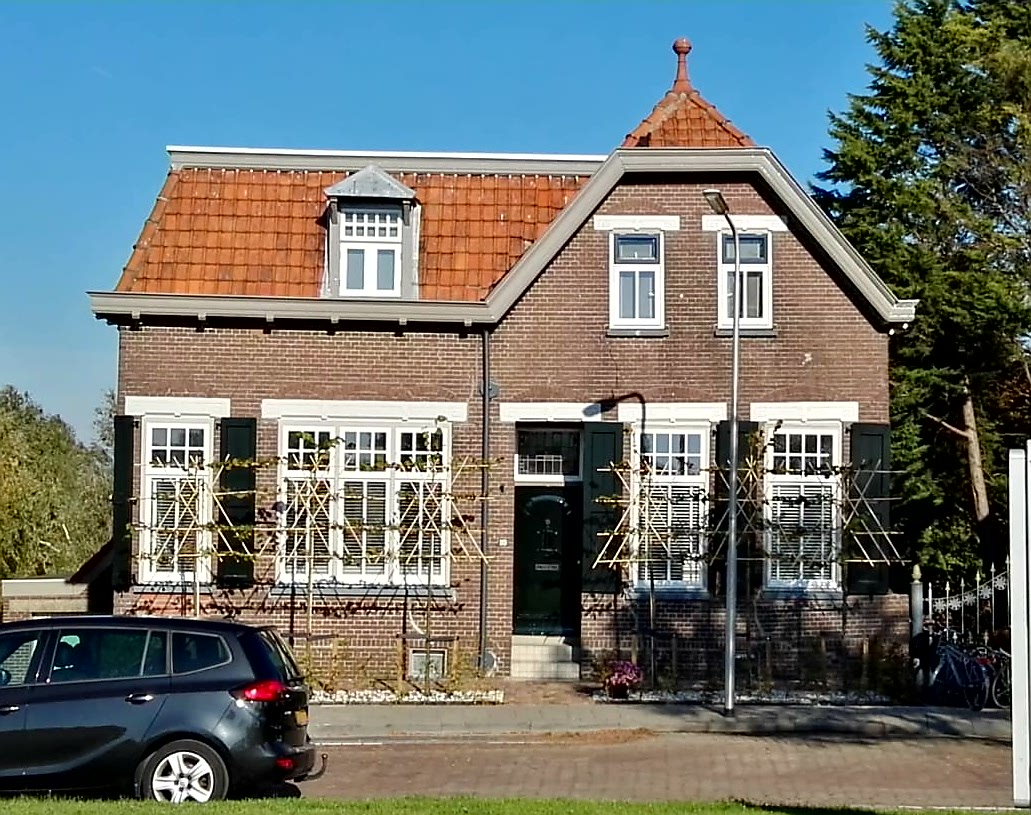
Woon-winkelpand West Kinderdijk 119

- Woon-winkelhuis A. van Zessen, West Kinderdijk 119, Alblasserdam. 1918.
- Woonhuis met autogarage en schuur bij 'Huis te Kinderdijk', Oost Kinderdijk 195-199.[43]
- Huis van Zessen (architectuur Van Eesteren, kleur Van Doesburg), West Kinderdijk 89, Alblasserdam. 1923.[44]
- Garage van huis Balten Van Eesteren, Nieuwe Parklaan 69, Den Haag [kleur: Theo van Doesburg]. Augustus 1924.
- Woonhuis hoek Eperweg-Berkenlaantje, Nunspeet. 1926.[45]